# Hakeem Belo-Osagie
Hakeem Belo-Osagie (* 1955 in Lagos, Nigeria) ist ein nigerianischer Investor und Unternehmer. Er war Vorstandsvorsitzender der United Bank for Africa.

## Leben
Hakeem Belo-Osagie besuchte nach dem Kings College in Lagos das Atlantic College in Wales. Nach der Schulzeit schloss er mit einem Master in Philosophie, Politik und Wirtschaftswissenschaften (PPE) an der University of Oxford und einen Bachelor in Rechtswissenschaften am King’s College (Cambridge) der University of Cambridge ab. Er rundete seine akademische Ausbildung 1980 mit einem Master of Business Administration an der Harvard Business School ab.
Belo-Osagie begann seine berufliche Karriere als Mitarbeiter der nigerianischen Regierung im Energiebereich. 1986 verließ er den Staatsdienst und gründete CTIC, die sich zu einer der führenden Energieberatungsfirmen entwickelte. Im Finanzbereich gründete er das First Securities Discount House, Nigerias führender Finanzdienstleister am Geldmarkt und im Handel von Staatsanleihen. Einer der Anteilseigner ist die Weltbank. Als der nigerianische Staat sich entschied die United Bank for Africa zu privatisieren, tat er sich mit nigerianischen und internationalen Investoren zusammen und kaufte sie. In der Folge war er damit Vorsitzender einer der größten Banken Nigerias. Derzeit ist er Vorsitzender des Verwaltungsrates der Emerging Markets Telecommunications Services Ltd (‘EMTS’), einem Mobilfunkunternehmer, das seine Dienste in Nigeria unter der Marke Etisalat anbietet. Er ist Direktor der Metis Capital Partners und wurde durch den Minister für das Federal Capital Territory zum Verwaltungsratsvorsitzenden der Abuja Investment Company berufen. Darüber hinaus ist er Vorsitzender des nigerianischen National Committee for the United World Colleges, das für die Auswahl der nigerianischen Schüler dieser internationalen Schulen verantwortlich ist.